# Jean Uebersfeld
Jean Uebersfeld, né le 3 décembre 1927 à Besançon et mort le 27 mai 2015 à Boulogne-Billancourt, est un physicien français connu aussi pour son travail dans l'organisation de formations.

## Carrière
Avec une thèse sur la résonance paramagnétique électronique, ses travaux de physicien développent un domaine de recherches nouveau ayant un impact sur les industries du charbon et du pétrole. Créateur en 1958 du laboratoire de spectroscopie hertzienne de Besançon, il présente en 1959 le premier maser de construction française. Il est dans le même temps à la direction du laboratoire de l'horloge atomique du CNRS devenu en 1971 laboratoire de physique et métrologie des oscillateurs qu'il dirige jusqu'en 1976.
Outre son travail de physicien, il est connu pour sa carrière dans l'organisation de formations au niveau national et dans le cadre de programmes européens, notamment sur le sujet de la formation continue et des relations aux technologies de l'information et de la communication.

## Formation et responsabilités
- diplômé de l'ESPCI Paris - 1952[4], 67e promotion[6] ;
- docteur ès sciences physiques – 1955[4] ;
- professeur à l’université de Besançon – 1956-1961[4] ;
- professeur à la faculté des sciences de Paris puis à l’université Pierre et Marie Curie (Paris 6) – 1962-1997[4] ;
- directeur des études de l’ESPCI – 1971-1976[4] ou 1970-1976[3] ;
- vice-président de l’université Pierre et Marie Curie (chargé des enseignements) – 1976-1979[4] ;
- directeur du service de la formation permanente de l’université Pierre et Marie Curie – 1981-1997[4] ;
- directeur du centre national d'enseignement assisté par ordinateur (CNEAO) - universités Pierre et Marie Curie (Paris 6)  et Denis Diderot (Paris 7) de 1985 à 1997[4] ;
- chargé de créer le réseau universitaire des centres d’autoformation (RUCA) par le Ministère de l’Éducation Nationale en 1985[4] ;